# Brachytritus hieroglyphicus
Brachytritus hieroglyphicus är en skalbaggsart som beskrevs av Max Quedenfeldt 1882. Brachytritus hieroglyphicus ingår i släktet Brachytritus och familjen långhorningar.
Artens utbredningsområde är:
- Angola.
- Kongo-Kinshasa.
- Zimbabwe.

Inga underarter finns listade i Catalogue of Life.